# Carsten Anckar
Carsten Gustaf Erik Anckar, född 17 april 1969 i Åbo, finländsk professor i statsvetenskap. Anckar avlade doktorsexamen vid Åbo Akademi 1998 med avhandlingen Storlek och partisystem. Han kom därefter att arbeta som lektor i statsvetenskap vid Mittuniversitetet i Sverige där han blev utnämnd till professor i statsvetenskap 2005. Ett år senare, 2006, efterträdde han sin far Dag Anckar som professor vid Åbo Akademi. 